# Margaretha van Durazzo
Margaretha van Durazzo (28 juli 1347 - Acquamela, 6 augustus 1412) was van 1382 tot 1386 koningin-gemalin van het koninkrijk Napels, van 1385 tot 1386 koningin-gemalin van Hongarije en van 1386 tot 1393 regentes van het koninkrijk Napels. Ze behoorde tot het huis Anjou-Sicilië.

## Levensloop
Margaretha was de vierde dochter van hertog Karel van Durazzo en Maria van Calabrië, dochter van hertog Karel van Calabrië. In februari 1369 huwde ze met haar neef Karel III van Durazzo, de zoon van Lodewijk van Durazzo, graaf van Gravina en een broer van Margaretha's vader. 
In 1382 slaagde haar echtgenoot erin om koningin Johanna I van Napels af te zetten en werden Karel en Margaretha koning en koningin-gemalin van Napels. Toen hij na het overlijden van koning Lodewijk I van Hongarije in 1382 het oudste mannelijke lid van het huis Anjou-Sicilië werd, kreeg Karel de Hongaarse kroon aangeboden. Margaretha weigerde echter het idee te steunen om koningin Maria van Hongarije af te zetten en raadde haar echtgenoot aan om hetzelfde te doen. Niettemin zette Karel in december 1385 met veel succes Maria af als koningin van Hongarije. Maria was de dochter van de overleden koning Lodewijk I van Hongarije. Haar moeder Elisabeth van Bosnië was de opdrachtgever bij de moord op Karel in Viségrad op 24 februari 1386.
De minderjarige zoon van Karel en Margaretha, Ladislaus, werd vervolgens de nieuwe koning van Napels. Wegens zijn minderjarigheid werd Margaretha aangesteld tot regentes, een functie die ze bleef uitoefenen tot in 1393. Maria van Hongarije werd gerestaureerd als koningin. Als wraak liet Margaretha haar moeder Elisabeth van Bosnië in 1387 vermoorden.
Na haar regentschap vestigde Margaretha zich eerst in Salerno en daarna in Acquamela, waar ze in 1412 stierf aan de pest. In haar laatste levensjaren werd ze een devoot katholiek en was ze lid van de Franciscaanse Derde Orde. In wit habijt werd ze bijgezet in de kathedraal van Salerno.

## Nakomelingen
Margaretha en Karel kregen drie kinderen:
- Maria (1369-1371)
- Johanna II (1373-1435), koningin van Napels
- Ladislaus (1377-1414), koning van Napels